# Clarendon Palace
Clarendon Palace is een kasteelruïne nabij Salisbury in het Engelse Wiltshire. Clarendon Palace was een koninklijke verblijfplaats tijdens de middeleeuwen, gebruikt door koning Hendrik II van Engeland. Die vaardigde hier in 1164 de Constituties van Clarendon uit. Nadat het kasteel in de 18e eeuw verlaten werd, bleven er alleen nog maar ruïnes over. In de jaren 1930 en later in de jaren 70 en 80 werden er archeologische opgravingen gedaan op de site.